# Павле Неокесаријски
Преподобни Павле Неокесаријски је хришћански светитељ и епископ Неокесаријски (данас град Никсар у Турској). Био је веома познат по врлинама, тако да је за њега чуо и цар Лициније који је тада царевао у Никомидији. Лициније је вршио прогон хришћана тако да је послао људе да доведу светог Павла на суд. Пошто се свети Павле није одрекао хришћанства и поред претњи, стављен је на муке. Између осталих мука, мучили су га и тако што су му усијану гвоздену плочу ставили на длан, а онда длан друге руке положили преко те усијане плоче, и затим му везали руке док се усијана плоча није охладила. Од тада су Павлу дланови остали непокретни. После мучења послат је у прогонство у затвор, на обалама реке Еуфрата.
Када је цар Константин Велики дошао на власт и на Истоку, сви хришћани који су били у затворима су пуштени на слободу. Тада се и свети Павле вратио у Неокесарију на епископски престо.
Када се 325. године у Никеји одржао Први васељенски сабор, на њему је учествовао и свети Павле. После осуде Арија и његовог учења Аријевог учења, сви учесници сабора су посетили цара Константина. Цар је светом Павлу пољубио сагореле руке.
После тога Павле се вратио у Неокесарију, где је и преминуо.
Српска православна црква слави га 23. децембра по црквеном, а 5. јануара по грегоријанском календару.